# Stephanorrhina isabellae
Stephanorrhina isabellae är en skalbaggsart som beskrevs av Allard 1990. Stephanorrhina isabellae ingår i släktet Stephanorrhina och familjen Cetoniidae. Inga underarter finns listade i Catalogue of Life.